# التقنيات الطبية الصينية
التقنيات الطبية الصينية،(CMED) هي شركة جزر كايمان مقرها في الصين، وهي قيد التصفية حاليًا بعد مزاعم الاحتيال. يُزعم تطوير وتصنيع وتسويق منتجات متقدمة في التشخيص المختبري ("IVD") باستخدام تقنية التلألؤ الكيميائي المحسّن ("ECLIA")، وتكنولوجيا التهجين الفلوري في الموقع ("FISH")، ورنين البلازمون السطحي ("SPR") تقنية الكشف عن الأمراض والاضطرابات المختلفة ومراقبتها.
توقف CMED عن العمل في أوائل عام 2012، تاركًا للمستثمرين ما قيمته 426 مليون دولار من ديون السندات نتيجة الاحتيال المشتبه به من قبل رئيس مجلس الإدارة والرئيس التنفيذي السابق لـ CMED. الشركة في حالة تقصير بسبب عدم دفع فائدة لحاملي سنداتها. قدمت CMED طلبًا للإفلاس في عام 2012، ويقوم مصفيها بالتحقيق في احتيال داخلي مزعوم بقيمة 355 مليون دولار، ويزعم أن «دائني CMED وأصحاب الأسهم ربما يكونون ضحايا لعملية احتيال واسعة النطاق متعددة السنوات».
في فبراير 2012، انتقلت أسهم الشركة في الولايات المتحدة من بورصة ناسداك إلى الأوراق الوردية. في مارس 2012، تم شطب أسهم الوديعة الأمريكية CMED (ADS) من بورصة ناسداك، وفي يونيو 2012 تم إلغاء تسجيل الأسهم العادية CMED. منذ يوليو 2012، وفقًا لأمر من المحكمة الكبرى لجزر كايمان، أصبح CMED تحت سيطرة المصفين الرسميين المشتركين. في أغسطس 2012، رفعت الشركة دعوى إفلاس بموجب قانون الإفلاس الأمريكي. في نوفمبر 2012، ألغت لجنة الأوراق المالية والبورصات الأمريكية تسجيل الأوراق المالية المسجلة CMED.
في عام 2009، تم إرسال خطاب مجهول يزعم وجود أنشطة غير قانونية واحتيالية محتملة من قبل الإدارة منذ عام 2007 إلى KPMG Hong Kong ، ثم مدقق CMED. احتفظت لجنة تدقيق CMED بمكتب المحاماة Paul Weiss Rifkind Wharton & Garrison ، الذي حقق في عام 2009 في الادعاءات وأبلغ اللجنة بأي تدابير أخرى مناسبة. في سبتمبر 2015، قاضي المحكمة الجزئية الأمريكية روني أبرامز من المحكمة الجزئية الأمريكية للمنطقة الجنوبية لنيويورك رأى أن بول فايس - على الرغم من رفضه - يجب أن يعطي مصفي CMED ، الذي كان يدقق في الاحتيال المزعوم بقيمة 355 مليون دولار، والمعلومات ذات الامتيازات الأخرى المتعلقة بول تحقيق فايس الداخلي.
في يناير 2012، رفع مستثمرو CMED دعوى احتيال جماعية ضد CMED ومديرها التنفيذي والمدير المالي في محكمة المقاطعة الأمريكية للمنطقة الجنوبية من نيويورك. في يوليو 2012، رفع المشترون الأصليون لسندات CMED دعوى قضائية ضد الرئيس التنفيذي في قضية مدنية في كاليفورنيا، زاعمين أنه جرد الأصول من CMED. في نوفمبر 2012، قدم المصفي شكوى إلى قوة شرطة هونغ كونغ ومكتب التحقيقات الفيدرالي الأمريكي (FBI)، زاعمًا أن 400 مليون دولار التي جمعتها CMED في مبيعات الأسهم والسندات قد فقدت، وأن زوجة الرئيس التنفيذي قد راهنت كثيرًا. المبالغ المالية في كازينوهات Wynn و Bellagio في لاس فيجاس، نيفادا. في مارس 2017، وجهت وزارة العدل الأمريكية في بروكلين، نيويورك، لائحة اتهام جنائية لمؤسس CMED ومديرها التنفيذي، وكذلك المدير المالي السابق لـ CMED ، واتهمتهم بتهمة الاحتيال في الأوراق المالية والتآمر على الاحتيال السلكي لسرقة أكثر من 400 مليون دولار من المستثمرين كجزء خطة سبع سنوات. في نوفمبر 2017، واجه العديد من شركاء KPMG ، مدقق حسابات CMED من 2003 إلى 2008، إجراءات ازدراء في محكمة هونغ كونغ العليا فيما يتعلق برفض KPMG احترام أمر المحكمة الصادر في فبراير 2016 لتقديم أوراق عمل صينية إلى المصفين.

## الأعمال
الشركة هي جزر كايمان شركة، تأسست في عام 2004, مقرها في الصين التي تدعي لتطوير وتصنيع وتسويق متقدمة في المختبر التشخيص («إيفد») المنتجات باستخدام تعزيز التلألؤ الكيميائي («إيكليا») التكنولوجيا، التهجين الفلوري في الموقع («الأسماك») التكنولوجيا، وسطح بلازمون الرنين («سير») التكنولوجيا لكشف ورصد مختلف الأمراض والاضطرابات.
يُزعم أن أعمال ECLIA تتكون من محلل ECLIA ومجموعات الكواشف، كنظام IVD يعتمد على تقنية ECLIA. صممت مجموعات الكاشف للكشف عن اضطرابات الغدة الدرقية المختلفة والسكري والتهاب الكبد ومتلازمة داون وتليف الكبد والاضطرابات المتعلقة بالتكاثر والنمو وأنواع مختلفة من الأورام.
يُزعم أن أعمال FISH ، التي يُزعم أنها تتكون من محلل تصوير FISH وتحقيقات FISH ، هي نظام تشخيص جزيئي يعتمد على تقنية FISH. يُزعم أن مجسات FISH عبارة عن كواشف تشخيصية جزيئية تستخدم مع محلل التصوير FISH للتشخيص قبل الولادة وبعدها للأمراض الوراثية المختلفة، وللكشف المبكر والتنبؤ بمختلف أنواع السرطان.
يُزعم أن أعمال SPR ، التي يُزعم أنها تتكون من نظام SPR ورقائق HPV-DNA ، هي نظام تشخيص جزيئي يعتمد على تقنية SPR. يُزعم أن رقائق HPV-DNA عبارة عن رقائق DNA خالية من الملصقات لتشخيص عدوى فيروس الورم الحليمي البشري والتنميط الجيني لفيروس الورم الحليمي البشري.

## الأوراق المالية
وفي آب / أغسطس 2005، سجلت اللجنة الأسهم العادية وفقا للولايات المتحدة قانون بورصة الأوراق المالية لعام 1934 وسجلت الاكتتاب العام الأولي من أسهم الوديع الأمريكية («إي دي إس إس»)، والتي تم اقتباسها على ناسداك السوق الوطنية. وقد جمع المركز 677 مليون دولار من خلال إصدارات السندات والطرح العام الأولي لعام 2005.
في عام 2006، بعد أن أصبحت Nasdaq Stock Market LLC بورصة وطنية مسجلة للأوراق المالية، أصبحت الأسهم العادية مسجلة بموجب قانون البورصة، وأصبحت ADSs مدرجة في سوق ناسداك Global Select Market («ناسداك»).). كريدي سويس ومورغان ستانلي قام بنك كريدي سويس بكتابة عرض أسهم كميد في عام 2008، وتعامل كريدي سويس مع عرض ديون بقيمة 150 مليون دولار كميد في ذلك العام. جمعت كمد 677 مليون دولار في مبيعات الأسهم والسندات بين أغسطس 2005 وديسمبر 2010.
في 14 مارس 2012، قدمت ناسداك نموذجا تم بموجبه شطب شركة أدس الطبية الصينية اعتبارا من 26 مارس 2012، وتم إلغاء تسجيل الأسهم العادية اعتبارا من 12 يونيو 2012. في 9 نوفمبر 2012، الولايات المتحدة هيئة الأوراق المالية والبورصات إلغاء تسجيل الأوراق المالية المسجلة للشركة. ونقلت الصين الطبية تكنولوجيز أدس حاليا على أوتك لينك (سابقا "أوراق الوردي") التي تديرها مجموعة أوتك ماركتس شركة. واقتبس تحت رمز شريط "كميدي.”

## الإفلاس
منذ 27 تموز / يوليه 2012، عملا بأمر صادر عن المحكمة الكبرى لجزر كايمان، كان كمد تحت سيطرة المصفين الرسميين المشتركين. المصفون في مجلس الإدارة هم كريس وشركاه ومقرها جزر كايمان، وبوريلي والش في هونغ كونغ. ويزعم المصفون أن«دائني سي إم دي وأصحاب الأسهم ربما كانوا ضحايا عملية احتيال ضخمة متعددة السنوات» تنطوي على«تحويلات احتيالية» للأصول، وأن الكثير من أموال سي إم دي كانت مفقودة.
في 31 أغسطس 2012، تقدمت الشركة في مدينة نيويورك للحصول على حماية إفلاس شركة أجنبية بموجب الفصل 15 من ال قانون الإفلاس الأمريكي. أدرج مجلس الإدارة 500 مليون دولار في الأصول والديون. كما تم تقديم التماس لإنهاء سي إم دي في هونغ كونغ في عام 2012.

## الاحتيال المزعوم؛ التقاضي
في عام 2009، قبل ثلاث سنوات من تقديم طلب الإفلاس، تم إرسال خطاب مجهول يزعم أن الإدارة قد قامت بأنشطة غير قانونية واحتيالية محتملة منذ عام 2007 إلى كي بي إم جي هونغ كونغ، ثم كميد مدقق حسابات. وردا على ذلك، وبناء على طلب كي بي إم جي، في عام 2009 لجنة التدقيق مكتب محاماة محتفظ به بول فايس ريفكيند وارتون وجاريسون التحقيق في الادعاءات وإبلاغ اللجنة بأي تدابير أخرى مناسبة. أجرى بول فايس كجزء من تحقيقاته زيارات ميدانية ومقابلات في الصين وجمع وثائق من موظفي وخوادم كمد. وفي 30 تموز / يوليه 2009، أعلنت اللجنة عن استكمال التحقيق الداخلي المستقل إلى حد كبير.
في أوائل عام 2012، توقف مجلس الإدارة عن العمل وترك المستثمرين غير مدفوعين بقيمة 426 مليون دولار ديون السندات، نتيجة للاشتباه الاحتيال من قبل رئيس مجلس الإدارة والرئيس التنفيذي السابق. في يناير 2012، أ الطبقة العمل رُفِع دعوى الاحتيال من قبل المستثمرين كمد ضد كمد والرئيس التنفيذي والمدير المالي في المحكمة الجزئية الأمريكية في المنطقة الجنوبية من نيويورك. في يوليو 2012، رفع المشترون الأصليون لسندات سي إم دي دعوى قضائية ضد الرئيس التنفيذي في قضية مدنية في كاليفورنيا، زاعمين أنه جرد أصولا من سي إم دي.
بعد الإفلاس، وجد مصفي كمد نفسه يحقق في احتيال مزعوم من الداخل بقيمة 355 مليون دولار. في نوفمبر 2012، قدم المصفي شكوى إلى قوة شرطة هونغ كونغ والولايات المتحدة مكتب التحقيقات الفيدرالي (مكتب التحقيقات الفدرالي) مدعيا أن 400 مليون دولار التي جمعتها كميد في مبيعات الأسهم والسندات قد اختفت، وأن زوجة الرئيس التنفيذي قد راهنت بمبالغ كبيرة في وين وبيلاجيو الكازينوهات في لاس فيغاس، نيفادا. وقال اثنان من دائني كميد إن زوجة الرئيس التنفيذي راهنت على 62 مليون دولار ماكينات القمار في كازينو بيلاجيو في لاس فيغاس بين عامي 2008 و 2012. مكتب محاماة الدائنين ستروك &amp; ستروك &amp; لافان قال الإقرارات الضريبية للزوجة ل 2009-11 أظهرت $17 مليون من "المكاسب القمار" كدخل، جنبا إلى جنب مع مطابقة "خسائر القمار", على النحو الذي قال المحامون: "هذا التدفق النقدي الضخم "القمار" يتعارض مع [الزوجة] الصورة السجلات المصرفية ويثير شكوكا قوية بأن [هي] قد انخرطت في "خسائر القمار", على النحو الذي قال المحامون: "هذا التدفق النقدي الضخم "القمار" لا يتفق مع [الزوجة] الصورة غسيل الأموال والتهرب الضريبي." وفي وقت لاحق، زاد المصفون تقديراتهم النقدية المفقودة إلى 670 مليون دولار.
رفض بول فايس إعطاء وثائق مصفي لجنة الطب الشرعي المتعلقة بتحقيقها بشأن ما ادعى بول فايس امتياز. في سبتمبر 2015، قاضي المحكمة الجزئية الأمريكية روني أبرامز من ال المحكمة الجزئية الأمريكية للمنطقة الجنوبية من نيويورك ورأى أن بول فايس يجب أن يعطي مصفي كمد، كينيث كريس، الذي كان يدقق في الاحتيال المزعوم الذي تبلغ قيمته 355 مليون دولار، وهو معلومات سرية تتعلق بالتحقيق الداخلي لبول فايس. رأى القاضي أبرامز أنه في حين أن لجان التدقيق تلعب دورا حاسما في مراقبة إدارة الشركات ومدقق حسابات الشركة قبل الإفلاس، فإن مبررات الحماية المحامي-العميل الاتصالات " تبدد في الإفلاس.”
في مارس 2017، وزارة العدل الأمريكية في بروكلين، نيويورك، اتهم جنائيا مؤسس كميد والرئيس التنفيذي شياو دونغ وو، فضلا عن المدير المالي السابق تاك يونغ سامسون تسانغ، اتهامهم الاحتيال في الأوراق المالية والاحتيال السلكي مؤامرة لسرقة أكثر من 400 مليون دولار من المستثمرين كجزء من خطة مدتها سبع سنوات. وزعم أنهم كذبوا بشأن كيفية إنفاق عائدات عروض الأوراق النقدية من يناير 2005 إلى نوفمبر 2012، قائلين إنها ستستخدم لأغراض عامة للشركات، لشراء الشركات والتقنيات وإعادة شراء الأوراق النقدية المعلقة، بينما في الواقع قام الرجلان بتحويل أكثر من 400 مليون دولار إلى كيانات يسيطرون عليها. وزعم أن وو وتسانغ أوقفا أيضا الإفصاحات العامة عن الأحداث المادية التي تؤثر على الأوراق المالية لمجلس الإدارة وتوقفا عن سداد مدفوعات الفائدة. ويزعم أن عروض المذكرة كانت تستند إلى الملكية الفكرية التي كان عمرها أكثر من عقدين من الزمن، خارج براءات الاختراع، وكان لها قيمة ضئيلة. اف بي آي وقال مساعد المدير المسؤول وليام سويني "قاد وو وتسانغ ضحاياهم إلى طريق ضيق من الخداع. لقد خانوا ثقة أولئك الذين أخذوهم في كلمتهم، وسرقوا أموالهم، وجعلوا أكثر من 400 مليون دولار.” تم تعيين القضية لقاضي المقاطعة الأمريكية كيو أ. ماتسوموتو من ال المحكمة الجزئية الأمريكية للمنطقة الشرقية من نيويورك.
في نوفمبر 2017، 91 شركاء المدقق كي بي إم جي واجهت إجراءات ازدراء المحكمة في محكمة هونغ كونغ العليا كما اتخذت مصفي سي إم دي إجراءات ضد كي بي إم جي فيما يتعلق برفضها تكريم أمر محكمة في فبراير 2016 لإنتاج أوراق عمل ومراسلات وسجلات صينية إلى المصفين. المصفون يطلبون ذلك 91 يتم احتجاز المتهمين في ازدراء المحكمة، مما قد يؤدي إلى عقوبات جنائية، أو غرامات أسبوعية. وكانت شركة كي بي إم جي قد أصدرت تقارير خطية لمراجعة حسابات لجنة الإدارة من عام 2003 إلى عام 2008، واستعيض عنها بما يلي: برايس ووترهاوس كوبرز تشونغ تيان في أغسطس 2009. «ربما حبس 91 شركاء كي بي إم جي خلال عيد الميلاد قد يحفز الشركات على إيجاد حل لهذه المشكلة», وقال البروفيسور بول جيليس من جامعة بكينفي مدرسة قوانغهوا للإدارة.

## روابط خارجية
- الصين للتقنيات الطبية